# Павлова, Татьяна Сергеевна
Татьяна Сергеевна Павлова (бел. Таццяна Сяргееўна Паўлава;  род. 26 декабря 1999 года, Витебск, Беларусь) — белорусская спортсменка, борец вольного стиля. Чемпионка Белоруссии 2023 года. Вице-чемпионка Европы до 23 лет. Мастер спорта международного класса по вольной борьбе.

## Спортивная карьера
Первые шаги на международной арене Татьяна сделала в 2016 году, на чемпионате Европы среди кадетов в Швеции, где она в первом же кругу потерпела неудачу. Участница первенства мира 2018 в Словакии и 2019 в Эстонии. В апреле 2021 года Татьяна попробовала себя на взрослом чемпионате Европы, но выбыла из гонки за медали потерпев поражение от азербайджанки Ирини Нетребы. Месяцем позже она выступила на чемпионате Европы до 23 лет в Северной Македонии в весовой категории до 62 кг, до финала она выиграла россиянку Марию Лачугину, в полуфинале турчанку Кансу Аксой и в финале уступила украинке Татьяне Рыжко. В сентябре 2021 года выступила на первых играх стран СНГ в Казани (Татарстан), но осталась без медали. В октябре выступила на чемпионате мира до 23 лет в Сербии, в квалификационном раунде она одолела француженку Амелину Доуарре, но во втором кругу проиграла хозяйке чемпионата Анне Фабиан. В 2022 году Павлова финишировала 3-й на гран-при Александр Медведь. В начале январе 2023 года Павлова стала чемпионкой Республики Беларусь, в категории до 65 кг, затем в конце января 2023 года она выиграла бронзовую медаль на престижнейшим турнире серии гран-при Иван Ярыгин в Красноярске (Россия) в весе до 65 кг. Участница чемпионата мира 2023 в Сербии (5-е место). В августе 2024 года стала финалисткой чемпионата Белоруссии в весе до 65 кг.

## Спортивные результаты
- 2021 Чемпионат Европы до 23 лет — ;
- 2023 Чемпионат Белоруссии — ;
- 2023 Гран-при Иван Ярыгин — ;
- 2024 игры БРИКС — ;[16]
- 2024 Чемпионат Белоруссии — ;
- 2025 Гран-При Александр Медведь — ;[17]